# Aspidoscelis inornatus
Aspidoscelis inornatus es una especie de lagarto del género Aspidoscelis, familia Teiidae, orden Squamata. Su cuerpo mide 58 mm de longitud.

## Distribución
Se distribuye por América del Norte: Estados Unidos (Arizona, Nuevo México, suroeste de Texas) y México (Chihuahua, Coahuila, Tamaulipas, Durango, Zacatecas, San Luis Potosí y Nuevo León).

## Taxonomía
Fue descrita por Baird en 1859.
Tratamiento taxonómico
La especie aparece registrada y publicada en Description of new genera and species of North American lizards in the museum of the Smithsonian Institution. Proc. Acad. Nat. Sci. Philadelphia 10: 253-256.